# Castalius margaritaceus
Castalius margaritaceus är en fjärilsart som beskrevs av Sharpe 1891. Castalius margaritaceus ingår i släktet Castalius och familjen juvelvingar. Inga underarter finns listade i Catalogue of Life.